# Beechcraft King Air
Бичкрафт Кинг Эйр (Beechcraft King Air и более поздняя модель — Super King Air) — семейство американских турбовинтовых самолётов общего назначения. Первый полёт самолёт совершил в 1963 году. Выпускался во многих модификациях. По данным на январь 2008 года считался одним из лучших самолётов в своём классе. Самолёт начала выпускать компания Beech Aircraft, впоследствии купленная фирмой Raytheon Aircraft Company. С 2007 года Raytheon Aircraft Company продала свои самолётостроительные активы, которые теперь носят название Hawker Beechcraft Corporation. Стоимость самолёта около трёх миллионов долларов. Построено около 7000 самолётов. Модель широко используется в авиации общего назначения, как самолёт для корпоративных перевозок.

## Основные модификации
Самолёты семейства King Air выпускались в большом числе модификаций, которые можно разделить, согласно производственным сериям, на две главные группы: первая серия King Air (Model 90 и Model 100, с их вариантами) и более поздние, увеличенные и усовершенствованные варианты серии Super King Air, выпускавшиеся с 1974 года (Model 200 и Model 300/350, с их вариантами). Название Super King Air, изначально использованное компанией, было отброшено в 1996 году, хотя неофициально продолжает использоваться для обозначения самолетов Model 200 и Model 300.

## Лётно-технические характеристики (Super King Air 350)
- Силовая установка: 2 ТВД Pratt & Whitney Canada PT6A60A
- Размеры: Размах крыла (м): 16,61
- Длина самолёта (м): 14,22
- Высота самолёта (м): 4,37
- Площадь крыла (м²): 28,8
- Массы и нагрузки: Взлётная масса (т): 6804
- Пустого снаряжённого (т): 4,096
- Лётные данные: Крейсерская скорость (км/ч): 558
- Дальность полёта (км): 3763
- Вместимость: 9 пассажиров (возможны уплотнённые конфигурации кабины до 11 мест в зависимости от авиационных правил страны эксплуатации)[1].

## Модель King Air С90 GTi
King Air C90GTI — разработка компании Hawker Beechcraft. Турбовинтовой двухмоторный самолёт. Модель B90GTI в активном производстве с 2007 года и заменяет предыдущую модель C90GT. Широко применяется для перевоза пассажиров и груза малыми авиакомпаниями в США, также распространена в использовании в Африке и Азии.

## Лётно-технические характеристики (модель King Air C90 GTi)
- Экипаж 1 пилот
- Максимальная крейсерская скорость 500 км ч
- Высота полёта 9500 м
- Взлётная дистанция 729 м (до набора высоты 10,7 м)
- Посадочная дистанция 717 м
- Пробег на посадке 321 м
- Скороподъёмность на уровне моря 595 м/мин.
- Дальность полёта 2446 км
- Максимальная масса 4608 кг
- Взлётная масса 4581 кг
- Посадочная масса 4354 кг
- Масса без топлива 3152 кг
- Масса топлива 1167 кг
- Масса груза 877 кг
- Высота 2,97 м
- Длина 9,09 м
- Размах крыла 11,53 м

Стандартная вместимость 6 пассажиров
- Производитель двигателей P&W, Canada
- Модель PT6A-135A (2)
- Мощность 550 л. с. (2)
- Время наработки на ремонт 3600 ч

## TTX King Air B200 GT
- Пилотов 1
- Максимальная крейсерская скорость 565 км/ч
- Высота полёта 10 668 м
- Расстояние для взлёта 860 м
- Расстояние для посадки 780 м
- Скороподъёмность на уровне моря ----- м/м
- Дальность полёта 3334 км
- Максимальный вес 5750 кг
- Взлётный вес 5710 кг
- Посадочный вес 5610 кг
- Вес без топлива 3955 кг
- Вместимость топлива ----- кг
- Вместимость груза 1755 кг
- Высота 4,52 м
- Длина 13,36 м
- Размах крыла 16,61 м
- Стандартная вместимость 12
- Производитель двигателей P&WC
- Модель PT6A-52 (2)
- Мощность 850 л. с. (2)
- Время наработки на ремонт 3600 ч

## Аварии и катастрофы
По данным сайта Aviation Safety Network, по состоянию на 10 января 2020 года в общей сложности в результате катастроф и серьёзных аварий был потерян 301 самолёт Beechcraft (Super) King Air всех модификаций. Beechcraft (Super) King Air пытались угнать 1 раз, при этом никто не погиб. Всего в этих происшествиях погибли 611 человек.